# 24. listopad
24. listopad je 328. den roku podle gregoriánského kalendáře (329. v přestupném roce). Do konce roku zbývá 37 dní.

## Události

### Česko
- 1907 – Představením hry Jaroslava Vrchlického Godiva zahájilo činnost Městské Vinohradské divadlo.
- 1915 – Ministerstvo vnitra Rakousko-Uherska rozpustilo Českou obec sokolskou za „pěstování intenzivních styků s cizinou.“
- 1966 – Na lince ze Sofie do Prahy se u Bratislavy zřítil Iljušin Il-18 a zahynulo všech 82 lidí na palubě. Byla to největší letecká nehoda v Československu.
- 1971 – V Malostranské besedě proběhla premiéra hry Divadla Járy Cimrmana - Němý Bobeš.
- 1989 – Na celodenním mimořádném zasedání ÚV KSČ byla přijata rezignace všech členů a kandidátů předsednictva a generálním tajemníkem strany byl zvolen místo Milouše Jakeše nevýrazný politik Karel Urbánek.
- 1999
  - Letitý spor o bývalý československý majetek končí: Premiéři ČR a SR Miloš Zeman a Mikuláš Dzurinda podepsali dohodu vedoucí k definitivnímu vyrovnání mezi oběma zeměmi
  - Na základě rozhodnutí ústeckého zastupitelstva byl rozebrán plot v Matiční ulici, který vybudovali na oddělení hlučných a nepřizpůsobivých spoluobčanů (cikánů) od tiché čtvrti.

### Svět
- 0642 – Papežem byl zvolen Theodor I.
- 1642 – Abel Tasman se stal prvním Evropanem, který objevil Tasmánii. Zemi pojmenoval Van Diemena země.
- 1832 – Jižní Karolína odsouhlasila zákon, umožňující zrušit či ignorovat federální zákon, který považují za protiústavní.
- 1859 – Charles Darwin publikoval O původu druhů (The Origin of Species).
- 1947 – Robert Schuman se stal premiérem Francie.
- 1963 – Americký majitel nočního klubu Jack Ruby zastřelil Lee Harvey Oswalda, hlavního podezřelého z vraždy prezidenta Kennedyho o dva dny dříve.
- 1965 – Mobutu Sese Seko po krvavém puči uchvátil moc v Demokratické republice Kongo.

## Narození

### Česko

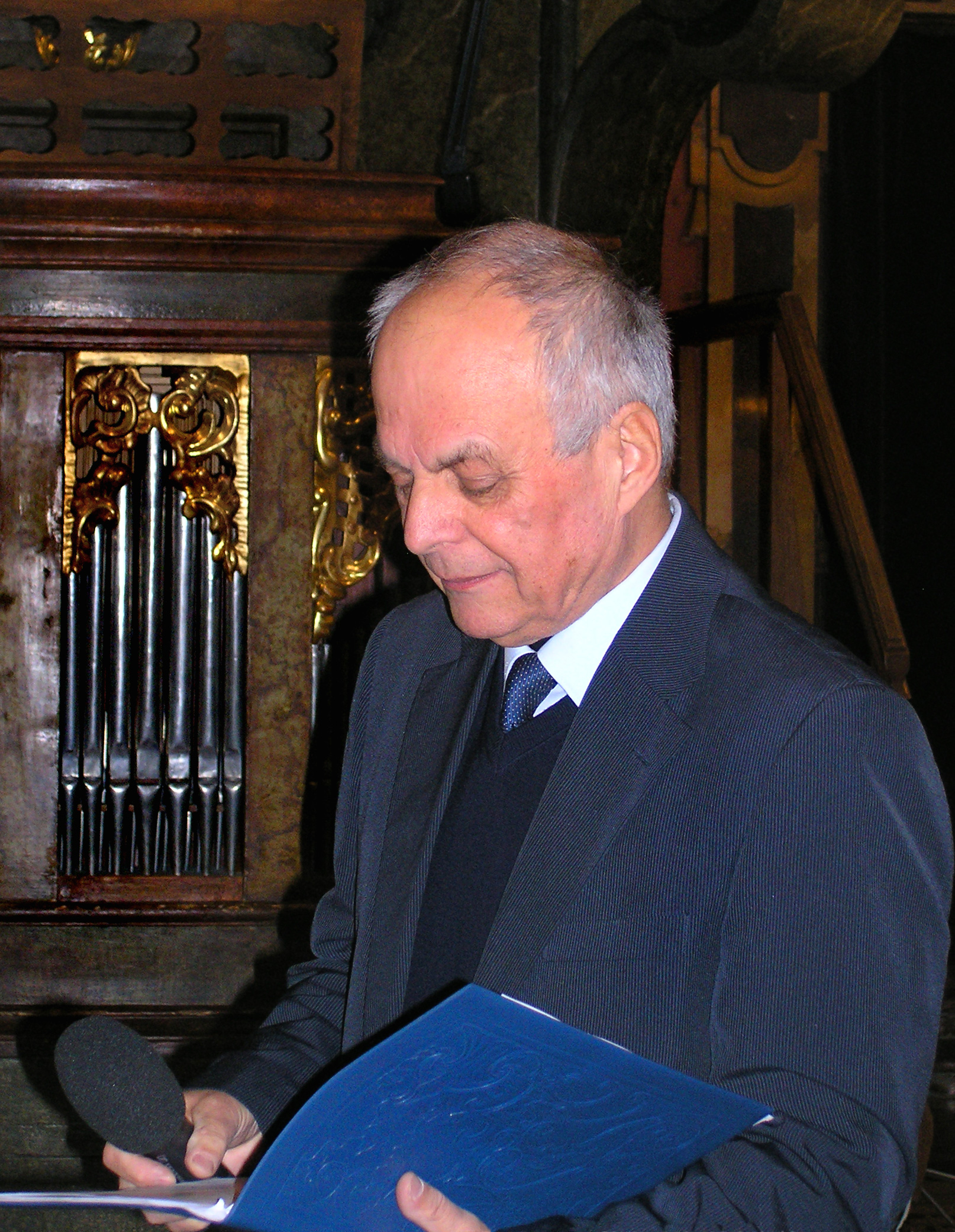
Alfréd Strejček (* 1941)

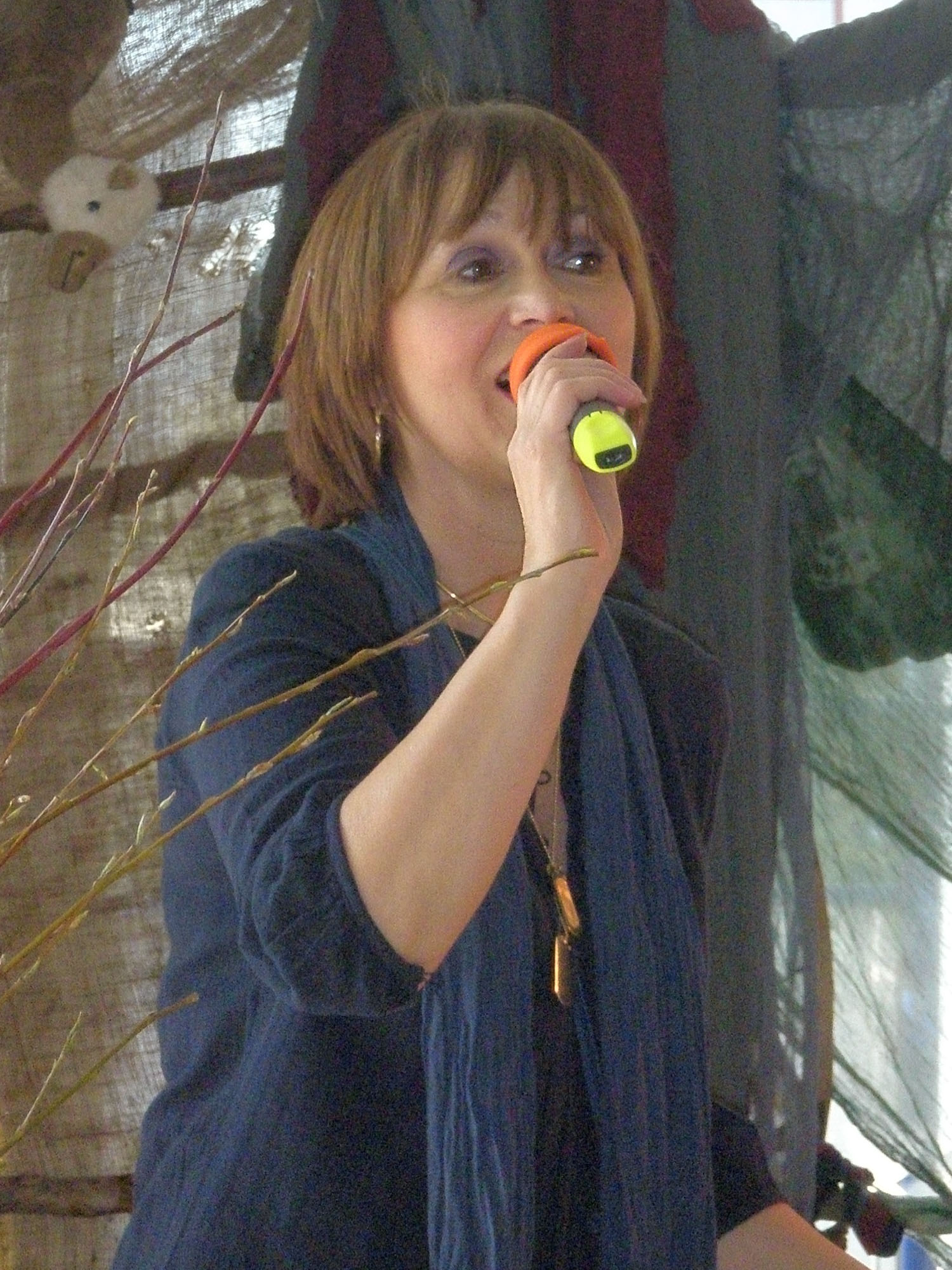
Petra Černocká (* 1949)

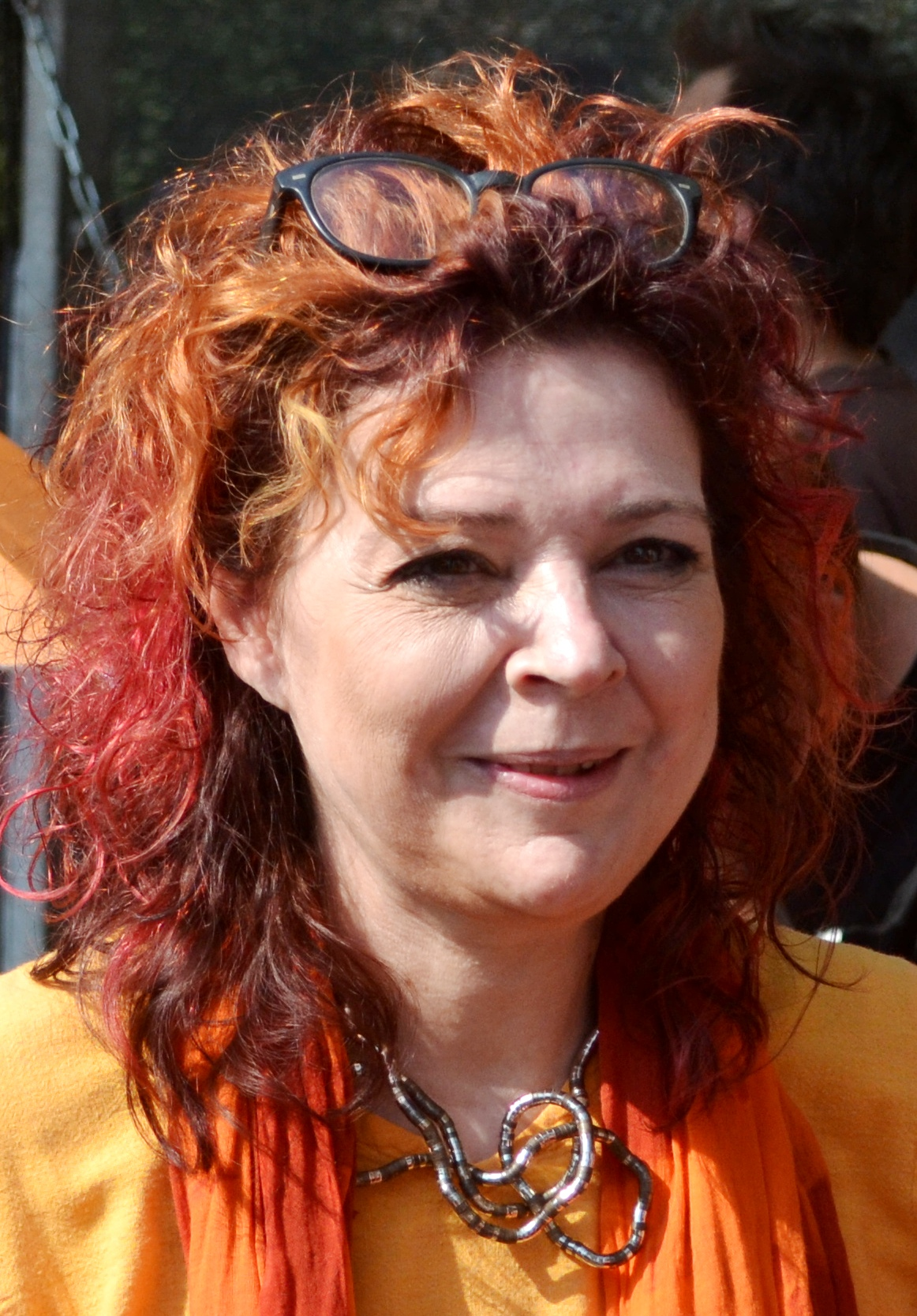
Magdalena Reifová (* 1963)

- 1799 – Andreas Ludwig Jeitteles, lékař a pedagog († 17. června 1878)
- 1828 – Giovanni Kminek-Szedlo, italský egyptolog českého původu († 24. listopadu 1896)
- 1837 – Alfred Waldau, překladatel do němčiny († 3. února 1882)
- 1839 – František Ladislav Chleborád, ekonom, průkopník družstevnictví († 20. července 1911)
- 1878 – František Ostrý, československý politik († ?)
- 1881
  - Zdeněk Matěj Kuděj, novinář, cestovatel, překladatel a spisovatel († 8. srpna 1955)
  - Vladimír Červenka, československý politik († 16. prosince 1960)
  - Josef Janeba, mistr houslař († 15. října 1954)
- 1884 – Miloš Čeleda, hudební skladatel († 12. června 1958)
- 1887 – Václav Münzberger, kameraman († 18. června 1956)
- 1902 – Miroslav Burian, muzejní pracovník a spisovatel († 23. srpna 1980)
- 1904 – Jiří Sever, fotograf a chemik († 10. května 1968)
- 1912
  - Hugo Rokyta, kulturní historik, etnograf, heraldik a ochránce památek († 16. března 1999)
  - Jan Bartejs, voják a velitel výsadku Potash († 13. března 1963)
- 1921 – Lída Plachá, herečka († 14. října 1993)
- 1924 – Rudolf Svoboda, sochař, restaurátor, medailér a pedagog († 11. října 1994)
- 1926 – Vilém Stonawski, biskup luteránských církví v Česku († 4. května 2009)
- 1930 – Jaroslav Šíp, československý basketbalista († 6. listopadu 2014)
- 1931 – Zdeněk Mareš, prozaik
- 1933 – Jan Jílek, dramatik, spisovatel, scenárista a herec († 6. října 2011)
- 1934 – Václav Pantůček, československý hokejový reprezentant († 21. července 1994)
- 1939 – Pavel Rak, ilustrátor a karikaturista
- 1941 – Alfred Strejček, herec
- 1942 – Tomáš Jungwirth, atlet – mílař († 19. ledna 1998)
- 1946
  - Lešek Semelka, zpěvák, skladatel a hráč na klávesové nástroje
  - Josef Augusta, hokejista a trenér († 16. února 2017)
- 1947 – Jan Bartoš, sochař a restaurátor
- 1948 – Jiří Ptáčník, herec, televizní a rozhlasový moderátor
- 1949 – Petra Černocká, herečka, zpěvačka a modelka
- 1951
  - Václav Krása, poslanec a předseda Národní rady osob se zdravotním postižením ČR
  - Ladislav Lábus, architekt
- 1956 – Cyril Svoboda, politik
- 1963 – Magdalena Reifová, herečka
- 1975 – Jiří Pospíšil, exministr spravedlnosti
- 1977 – Andrea Kalivodová, operní pěvkyně
- 1989 – Martin Chodúr, zpěvák a vítěz Československé Superstar 2009

### Svět

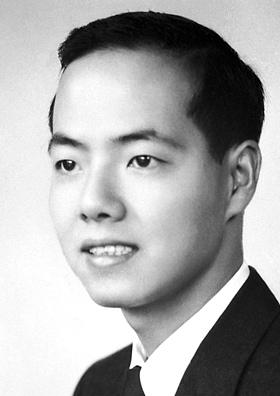
Tsung-Dao Lee (* 1926)

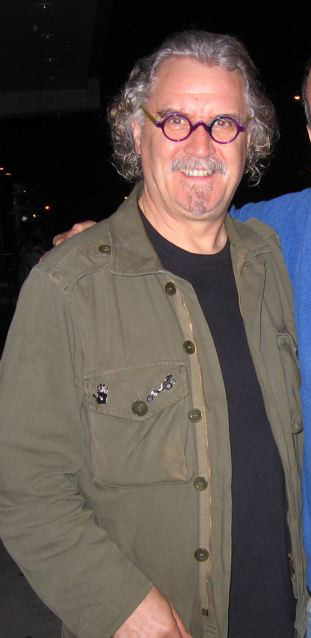
Billy Connolly (* 1942)

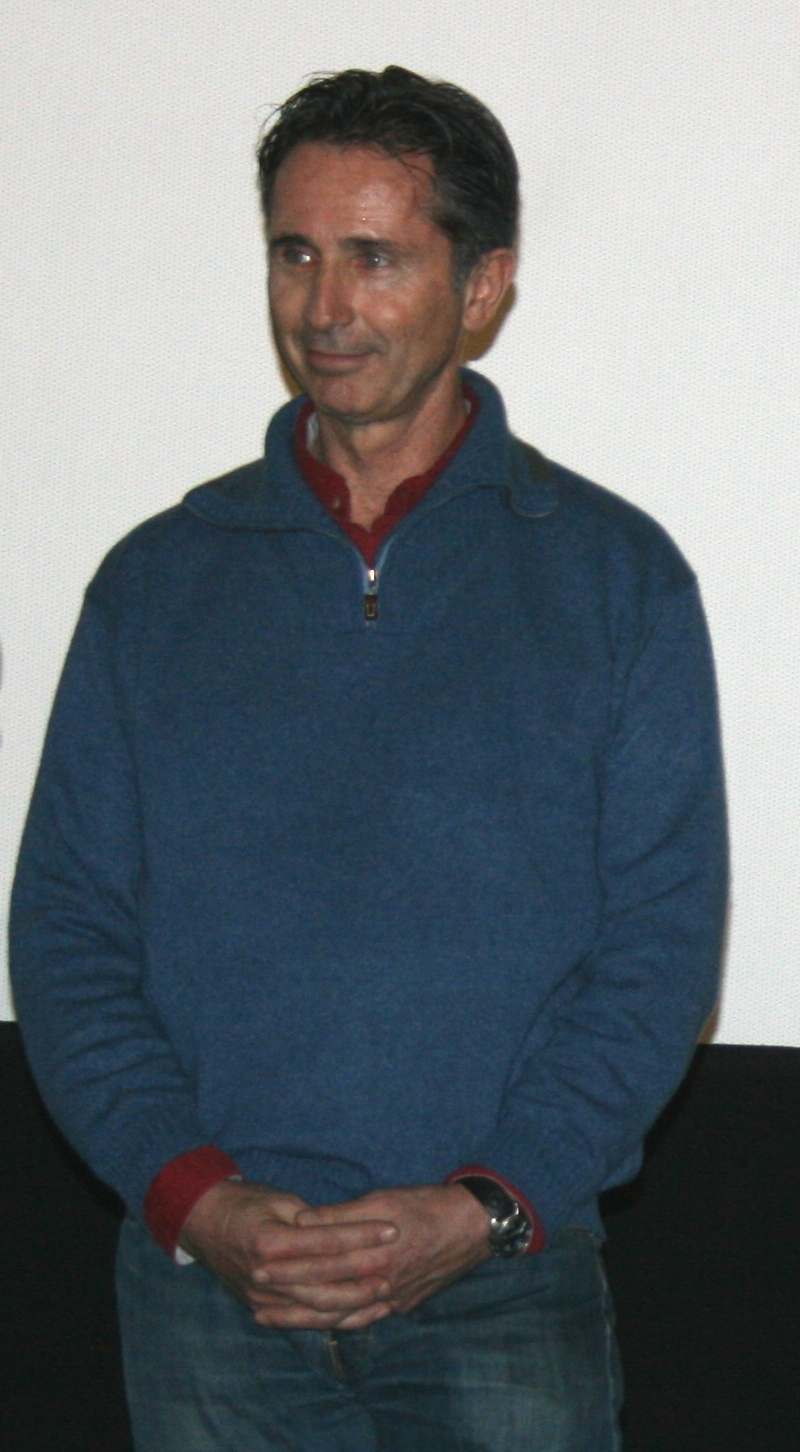
Thierry Lhermitte (* 1952)

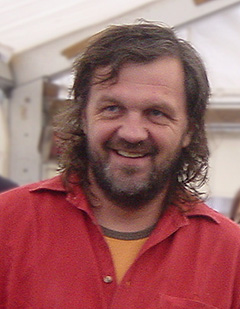
Emir Kusturica (* 1954)

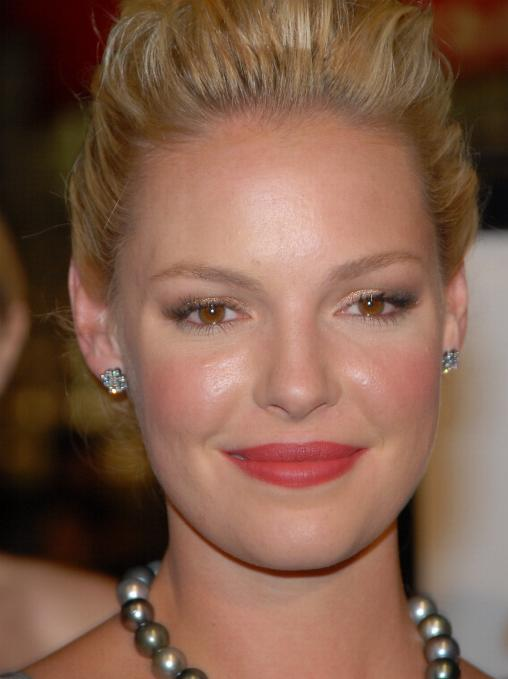
Katherine Heiglová (* 1978)

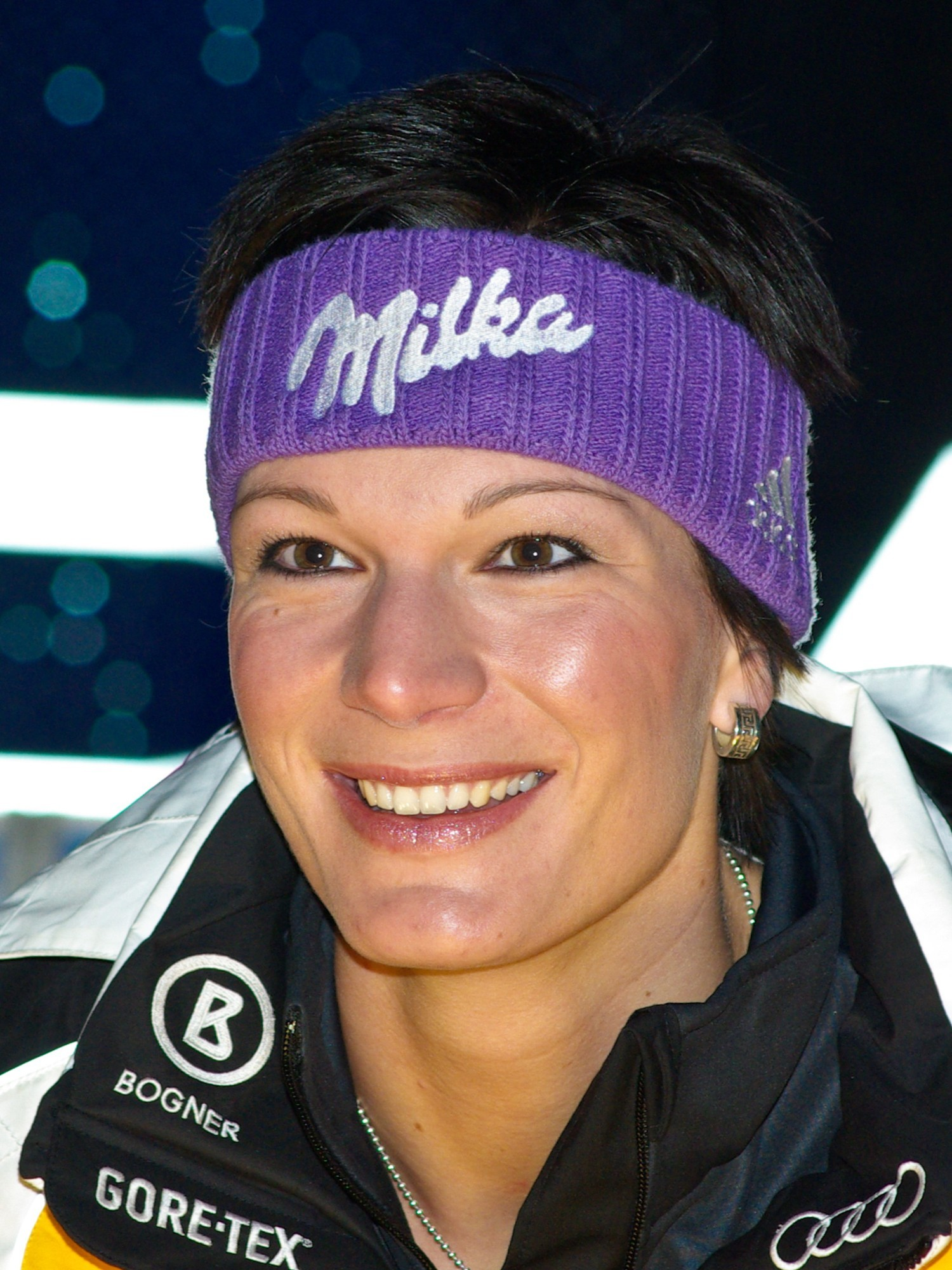
Maria Höflová-Rieschová (* 1984)

- 1273 – Alfons Anglický, hrabě z Chesteru a anglický následník trůnu († srpen 1284)
- 1615 – Filip Vilém Falcký, falcký kurfiřt († 2. září 1690)
- 1632 – Baruch Spinoza, holandský filozof († 21. února 1677)
- 1655 – Karel XI., švédský král († 5. dubna 1697)
- 1680 – Karel Josef Lotrinský, biskup olomoucký, arcibiskup trevírský († 4. prosince 1715)
- 1690 – Karl Theodor Pachelbel, německý skladatel († 1750)
- 1705 – Christian Moritz von Königsegg-Rothenfels, císařský polní maršál († 21. července 1778)
- 1713 – Laurence Sterne, britský duchovní a romanopisec období preromantismu († 18. března 1768)
- 1715 – Anna Nitschmann, německá básnířka a misionářka Moravské církve († 21. května 1760)
- 1724 – Marie Amálie Saská, španělská, neapolská a sicilská královna († 27. září 1760)
- 1729 – Alexandr Vasiljevič Suvorov, ruský vojevůdce († 18. května 1800)
- 1745 – Marie Ludovika Španělská, manželka císaře Leopolda II. († 15. května 1792)
- 1747 – Felice Alessandri, italský hudební skladatel, dirigent a cembalista († 15. srpna 1798)
- 1784
  - Johann Ludwig Burckhardt, švýcarský cestovatel, geograf a orientalista († 15. října 1817)
  - Zachary Taylor, 12. prezident USA († 1850)
- 1806 – William Webb Ellis, zakladatel ragby († 24. ledna 1872)
- 1810 – Adolph Wegelin, německý malíř († 18. ledna 1881)
- 1811 – Ditlev Gothard Monrad, dánský politik a biskup († 28. března 1887)
- 1821 – Henry Thomas Buckle, anglický historik a sociolog († 1862)
- 1826 – Carlo Collodi, italský spisovatel († 26. října 1890)
- 1831 – Moritz Hinträger, rakouský architekt († 27. dubna 1909)
- 1833 – Jovan Jovanović Zmaj, srbský spisovatel († 3. června 1904)
- 1840 – André Grusenmeyer, francouzský podnikatel a vynálezce († 30. listopadu 1905)
- 1848 – Lilli Lehmann, německá sopranistka († 17. května 1929)
- 1849
  - Benedikt Niese, německý filolog a historik († 1. února 1910)
  - Frances Hodgson Burnettová, americká spisovatelka († 20. října 1924)
- 1864 – Henri de Toulouse-Lautrec, francouzský malíř a grafik († 9. září 1901)
- 1872 – Georgij Vasiljevič Čičerin, sovětský lidový komisař pro zahraniční věci († 7. července 1936)
- 1873 – Julij Osipovič Martov, ruský politik a žurnalista († 4. dubna 1923)
- 1877 – Alben William Barkley, 35. viceprezident USA († 30. dubna 1956)
- 1879
  - Eli Heckscher, švédský ekonom a historik ekonomie († 26. listopadu 1952)
  - Jicchak Gruenbaum, izraelský a polský politik († 7. září 1970)
- 1882 – Eric Rücker Eddison, anglický spisovatel († 18. srpna 1945)
- 1884
  - Jack Jones, velšský romanopisec a dramatik († 7. května 1970)
  - Jicchak Ben Cvi, izraelský prezident († 1963)
- 1885 – Christian Wirth, německý SS Sturmbannführer († 26. května 1944)
- 1887 – Erich von Manstein, německý polní maršál († 10. června 1973)
- 1888 – Dale Carnegie, americký spisovatel († 1. listopadu 1955)
- 1898 – Liou Šao-čchi, čínský komunistický politik († 12. listopadu 1969)
- 1900 – John Francis Ahearne, hokejový funkcionář, osmý předseda IIHF († 11. dubna 1985)
- 1907 – Ján Želibský, slovenský malíř a pedagog († 13. listopadu 1997)
- 1909
  - Gerhard Gentzen, německý matematik a logik († 4. srpna 1945)
  - Cyprián Majerník, slovenský malíř († 4. července 1945)
- 1912 – Teddy Wilson, americký klavírista († 31. července 1986)
- 1913 – Gisela Mauermayerová, německá olympijská vítězka v hodu diskem († 9. ledna 1995)
- 1914
  - Agostino Casaroli, římskokatolický kněz a diplomat Vatikánu († 9. června 1998)
  - Léon Zitrone, francouzský novinář a televizní moderátor († 25. listopadu 1995)
- 1922 – Stanford R. Ovshinsky, americký vynálezce († 17. října 2012)
- 1925
  - Simon van der Meer, holandský fyzik, nositel Nobelovy ceny († 4. března 2011)
  - Al Cohn, americký saxofonista († 15. února 1988)
  - Jan Hanski, lužickosrbský malíř († 15. července 2004)
- 1926 – Li Čeng-tao, čínský fyzik, nositel Nobelovy ceny († 4. srpna 2024)
- 1927 – Ahmadou Kourouma, frankofonní spisovatel z Pobřeží slonoviny († 11. prosince 2003)
- 1932 – Anna Jókaiová, maďarská spisovatelka († 5. června 2017)
- 1934 – Alfred Schnittke, rusko-německý skladatel († 3. srpna 1998)
- 1938 – Willy Claes, belgický politik, generální tajemník NATO
- 1941
  - Donald Dunn, americký baskytarista a hudební skladatel († 13. května 2012)
  - Pete Best, britský hudebník, původní bubeník The Beatles
- 1942 – Billy Connolly, britský komik, hudebník a herec
- 1944
  - Bev Bevan, anglický rockový hudebník
  - Jicchak Mordechaj, izraelský generál a ministr
  - Candy Darling, americká trans herečka († 21. března 1974)
- 1946
  - Tony Clarkin, britský rockový kytarista a skladatel
  - Ted Bundy, americký sériový vrah († 24. ledna 1989)
- 1947
  - Dwight Schultz, americký herec
  - Dave Sinclair, britský klávesista
- 1948 – Tony Bourge, britský kytarista
- 1949 – Dušan Galis, bývalý fotbalista a trenér slovenské reprezentace
- 1950 – Bob Burns, americký bubeník († 4. dubna 2015)
- 1951 – Graham Price, velšský ragbista
- 1952 – Thierry Lhermitte, francouzský divadelní a filmový herec
- 1954 – Emir Kusturica, bosenský filmový režisér
- 1955
  - Clem Burke, americký hudebník
  - Nadžíb Míkátí, předseda vlády Libanonu
- 1957 – Denise Crosbyová, americká herečka
- 1958 – Alain Chabat, francouzský komik, režisér, scenárista a producent
- 1971
  - Keith Primeau, kanadský hokejista
  - Andrij Vedenmejer, ukrajinský sportovní lezec a trenér
- 1978 – Katherine Heiglová, americká herečka, manželka zpěváka Joshe Kelleyho
- 1980
  - Elizabeth Carolan, americká wrestlerka
  - Branko Radivojevič, slovenský lední hokejista
- 1983 –  Gwilym Lee, velšský herec
- 1984
  - Maria Rieschová, německá lyžařka
  - David Booth, americký hokejista

## Úmrtí

### Česko

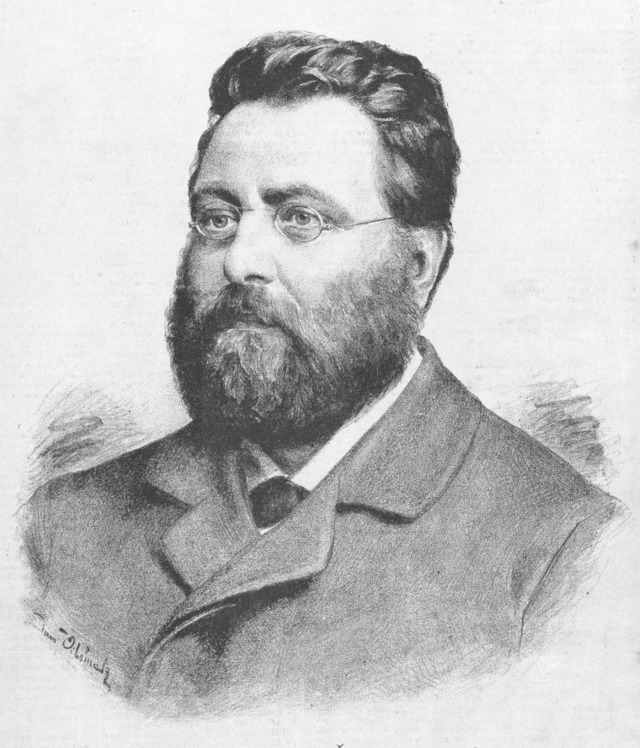
Ladislav Josef Čelakovský († 1902)

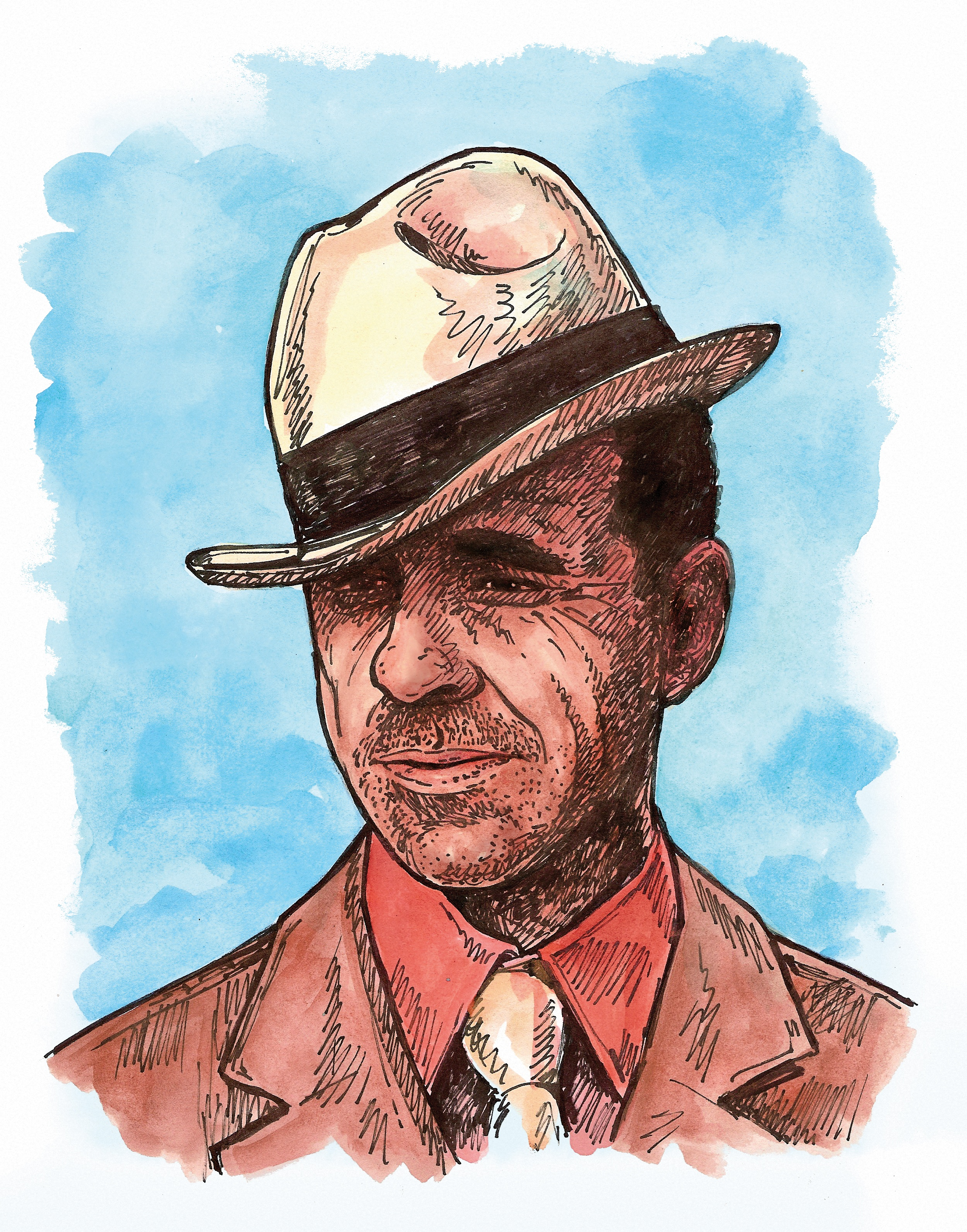
František Peterka († 2016)

- 1571 – Jan Blahoslav, spisovatel (* 20. února 1523)
- 1596 – Adam II. z Hradce, nejvyšší pražský purkrabí a nejvyšší kancléř Rudolfa II. (* 1549)
- 1754 – Josef Klaus, kanovník katedrální kapituly u sv. Štěpána v Litoměřicích (* 16. listopadu 1690)
- 1813 – Celestin Werner, opat plaského kláštera
- 1883 – František Neubauer, poslanec Českého zemského sněmu a Říšské rady, starosta Vlašimi (* 1818)
- 1890 – Eduard Knoll, poslanec Českého zemského sněmu a starosta Karlových Varů (* 11. prosince 1839)
- 1902
  - Ladislav Josef Čelakovský, botanik (* 29. listopadu 1834)
  - Wilhelm Stärze, frýdlantský architekt (* 8. února 1851)
- 1913 – Antonie di Giorgi, pražská německá spisovatelka (* 2. června 1836)
- 1927 – Alfred August Windischgrätz, šlechtic (* 31. říjen 1851)
- 1942 – Bohumil Kafka, sochař (* 14. února 1878)
- 1944 – Václav Štěpán muzikolog, skladatel a publicista (* 12. prosince 1889)
- 1945 – Anton Schäfer, československý politik německé národnosti (* 12. srpna 1868)
- 1950 – Anatol Provazník, hudební skladatel a varhaník (* 10. března 1887)
- 1954 – Miroslav Rutte, dramatik, prozaik, básník, filmový estetik, autor filmových scénářů (* 10. července 1889)
- 1965 – František Stupka, dirigent, houslista a pedagog (* 18. ledna 1879)
- 1967 – Andula Sedláčková, herečka (* 29. září 1887)
- 1969 – Josef Černík, hudební skladatel a sběratel lidových písní (* 24. ledna 1880)
- 1973 – Antonín Perner, československý fotbalový reprezentant (* 29. ledna 1899)
- 1982 – Bohumír Štědroň, klavírista,hudební vědec a pedagog (* 30. října 1905)
- 1984 – Radim Servít, profesor ČVUT (* 31. července 1921)
- 1987 – Bohumír Lifka, knihovník, bibliofil, heraldik a archivář (* 24. března 1900)
- 1990 – Desider Galský, spisovatel a publicista (* 25. března 1921)
- 1993 – Vladimír Kubáč, profesor a děkan Husitské teologické fakulty Univerzity Karlovy (* 14. dubna 1929)
- 1995 – Sergej Machonin, literární kritik a teoretik (* 29. prosince 1918)
- 1997 – Radim Malát, malíř, ilustrátor a grafik (* 12. května 1930)
- 2004
  - Pavel Grym, novinář a spisovatel (* 9. června 1930)
  - František Spurný, historik, archivář a publicista (* 1. října 1927)
- 2006 – Zdeněk Veselovský, zoolog (* 26. srpna 1928)
- 2008 – Stanislav Frank, ichtyolog, akvarista (* 18. dubna 1930)
- 2010 – Jan Wiener, letec RAF a politický vězeň komunistického režimu (* 26. května 1920)
- 2016 – František Peterka, herec (* 17. března 1922)
- 2018 – Věra Růžičková, sportovní gymnastka a olympijská vítězka (* 10. srpna 1928)
- 2019 – Zdeněk Ježek, epidemiolog a infektolog (* 13. srpna 1932)
- 2023 – Linda Wichterlová, stomatoložka, vědkyně, manželka Otto Wichterleho (* 18. srpna 1917)

### Svět

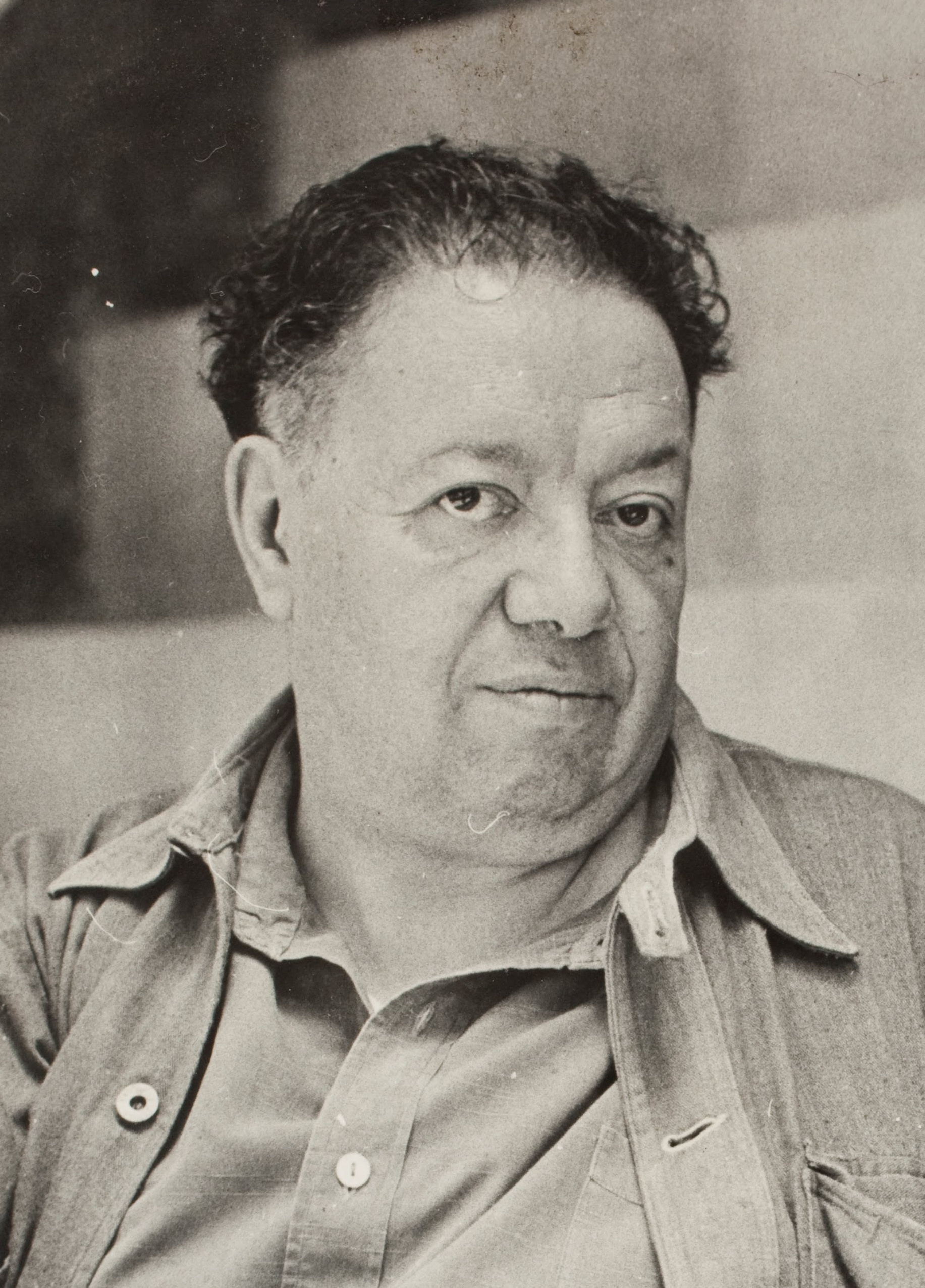
Diego Rivera († 1957)

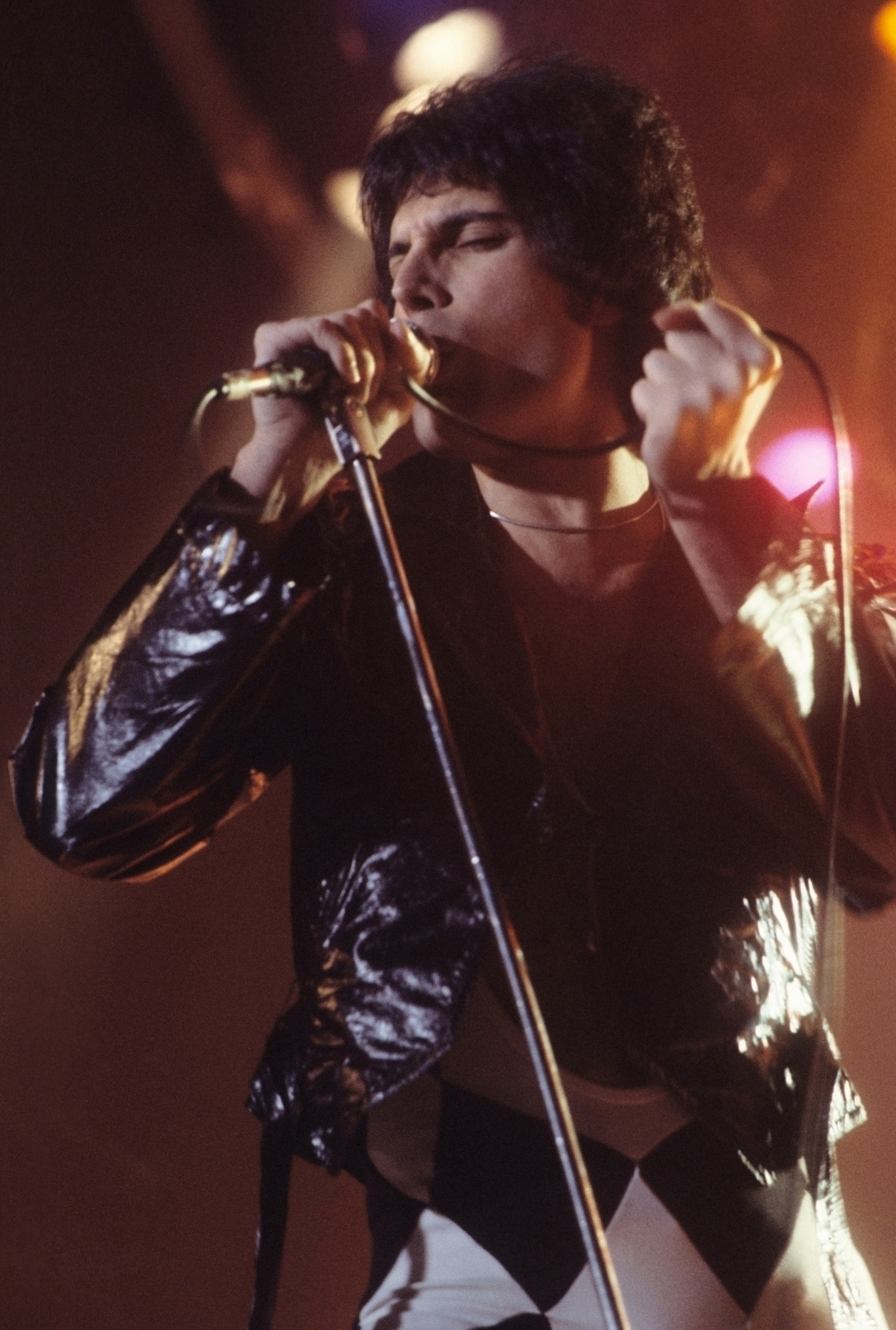
Freddie Mercury († 1991)

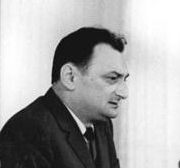
Harry Thürk († 2005)

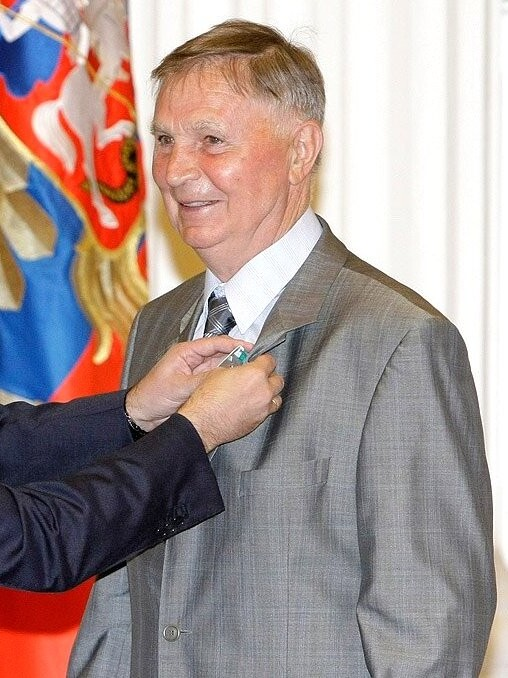
Viktor Tichonov († 2014)

- 1335 – Jindřich VI. Dobrý, vratislavský kníže z rodu slezských Piastovců (* 18. března 1294)
- 1468 – Jean de Dunois, francouzský šlechtic a válečník (* 23. listopadu 1402)
- 1572 – John Knox, skotský náboženský reformátor (* 1505)
- 1577 – Ismá‘íl II., perský šáh z dynastie Safíovců (* 1537)
- 1679 – Giovanni Felice Sances, italský hudební skladatel (* 1600)
- 1715 – Hedvika Eleonora Holštýnsko-Gottorpská, švédská královna, manželka Karla X. Gustava (* 23. října 1636)
- 1741 – Ulrika Eleonora Švédská, švédská královna (* 23. ledna 1688)
- 1785 – Bedřiška Alžběta Württemberská, manželka oldenburského velkovévody Petra I. (* 27. července 1765)
- 1826 – Clarke Abel, britský lékař, cestovatel a botanik (* 5. září 1789)
- 1848
  - William Lamb, britský státník (* 15. března 1779)
  - Hans Watzlik, česko-německý spisovatel (* 16. prosince 1879)
- 1858 – Wincenty Krasiński, polský generál (* 30. ledna 1782)
- 1880 – Napoléon Henri Reber, francouzský hudební skladatel (* 21. října 1807)
- 1886 – Jean Laurent Minier, francouzský fotograf (* 23. července 1816)
- 1889 – Alphonse Bernoud, francouzský fotograf (* 4. února 1820)
- 1891 – Maria Anna Sala, italská řeholnice, blahoslavená (* 21. dubna 1829)
- 1896 – Giovanni Kminek-Szedlo, italský egyptolog (* 22. dubna 1828)
- 1901 – John Owen, anglický duchovní a šachista (* 1. června 1827)
- 1915 – Gabriel Max, česko-německý malíř († 23. srpna 1840)
- 1916 – Sir Hiram Stevens Maxim, britský zbrojní vynálezce amerického původu (* 1840)
- 1926 – Leonid Krasin, sovětský politik a diplomat (* 15. července 1870)
- 1929 – Georges Clemenceau, francouzský politik (* 28. září 1841)
- 1930 – André Charlet, francouzský hokejový brankář, zlato na ME 1924 (* 24. dubna 1898)
- 1940
  - Jan Buzek, československý politik (* 27. března 1874)
  - Kinmoči Saiondži, premiér Japonska (* 23. října 1849)
- 1944 – Ľudovít Kukorelli, slovenský partyzán (* 6. října 1914)
- 1946 – László Moholy-Nagy, maďarský malíř a fotograf (* 20. července 1895)
- 1957 – Diego Rivera, mexický malíř (* 8. prosince 1886)
- 1958 – Robert Cecil, britský politik a diplomat, nositel Nobelovy ceny míru (* 1864)
- 1962 – Forrest Smithson, americký olympijský vítěz v běhu na 110 metrů překážek (* 26. září 1884)
- 1968 – István Dobi, předseda vlády a prezident Maďarska (* 31. prosince 1898)
- 1969 – Nils Ambolt, švédský geodet, astronom a spisovatel (* 2. dubna 1900)
- 1973 – Nikolaj Iljič Kamov, letecký konstruktér (* 14. září 1902)
- 1982 – Barack Obama starší, keňský ekonom, otec amerického prezidenta Baracka Obamy (* 18. června 1936)
- 1985 – László Bíró, maďarský vynálezce kuličkového pera (* 29. září 1899)
- 1990 – Marion Post Wolcottová, americká fotografka (* 7. června 1910)
- 1991
  - Freddie Mercury, britský zpěvák (Queen) (* 5. září 1946)
  - Eric Carr, americký bubeník (Kiss) (* 12. července 1950)
- 1992 – Eberhard Spenke, německý fyzik (* 5. prosince 1905)
- 1993 – Albert Collins, americký kytarista a zpěvák (* 1. října 1932)
- 1996
  - Sorley MacLean, skotský gaelský básník (* 26. října 1911)
  - Artur Axmann, německý nacista (* 18. února 1913)
- 2001 – Melanie Janene Thornton, americko-německá zpěvačka (* 13. května 1967)
- 2002 – John Rawls, americký filozof (* 1921)
- 2003 – Hugh Kenner, kanadský literární teoretik (* 7. ledna 1923)
- 2004 – Arthur Hailey, americký spisovatel (* 5. dubna 1920)
- 2005 – Harry Thürk, německý novinář a spisovatel (* 8. března 1927)
- 2006 – Walter Booker, americký kontrabasista (* 17. prosince 1933)
- 2010 – Peter Christopherson, anglický hudebník, výtvarník a fotograf (* 27. února 1955)
- 2011
  - Krystyna Broll-Jarecka, polská básnířka (* 15. července 1927)
  - Ludwig Hirsch, rakouský šansoniér, poeta a herec (* 28. února 1946)
- 2013
  - Wenceslaus Sarmiento, americký architekt (* 22. září 1922)
  - Boris Magaš, chorvatský architekt (* 22. srpna 1930)
- 2014
  - Viktor Tichonov, ruský hráč a trenér ledního hokeje (* 4. června 1930)
  - Marietta Uhden, německá sportovní lezkyně a trenérka (* 5. června 1968)

## Svátky

### Česko
- Emílie
- Emiliana

Katolický kalendář
- Svatý Ondřej Dung-Lac a druhové

### Svět
- Světový den siamských dvojčat
- USA: Thanksgiving (je-li čtvrtek)

| 24. listopad v pražském KlementinuÚdaje jsou platné k 8. 7. 2025. | 24. listopad v pražském KlementinuÚdaje jsou platné k 8. 7. 2025. | 24. listopad v pražském KlementinuÚdaje jsou platné k 8. 7. 2025. |
| minimum                                                           | denní průměr                                                      | maximum                                                           |
| ----------------------------------------------------------------- | ----------------------------------------------------------------- | ----------------------------------------------------------------- |
| −16,3 °C (1858)                                                   | 4,0 °C (od 1961)                                                  | 16,6 °C (1984)                                                    |